# I Took a Pill in Ibiza
I Took a Pill in Ibiza (również w wersji ocenzurowanej jako In Ibiza) – singiel amerykańskiego wokalisty Mike Posnera, ukazał się 24 lipca 2015 roku nakładem wytwórni Island. Utwór oryginalnie wydany w wersji akustycznej z akompaniamentem gitary został zremiksowany przez norweski duet producencki SeeB, i stał się w wielu krajach największym hitem Posnera od czasu wydania „Cooler Than Me”. Singiel promował minialbum The Truth oraz drugi album studyjny Posnera At Night, Alone.
Remiks utworu został wykorzystany jako oficjalny hymn gali WWE SummerSlam w 2016 roku.

## Lista utworów
Digital download
1. „I Took a Pill in Ibiza” (SeeB Remix) – 3:19

CD single
1. „I Took a Pill in Ibiza” (SeeB Remix) – 3:18
2. „I Took a Pill in Ibiza” – 4:43

Promotional CD single
1. „I Took a Pill in Ibiza” (SeeB Radio Edit) (Clean) – 3:18
2. „I Took a Pill in Ibiza” (SeeB Remix) (Clean) – 4:00
3. „I Took a Pill in Ibiza” (SeeB Radio Edit) (Dirty) – 3:18
4. „I Took a Pill in Ibiza” (SeeB Remix) (Dirty) – 4:00
5. „I Took a Plane to Ibiza” (SeeB Radio Edit) (Clean) – 3:18

## Notowania i certyfikaty
| Lista przebojów (2015-16)                  | Najwyższa pozycja |
| ------------------------------------------ | ----------------- |
| Australia (ARIA Charts)                    | 5                 |
| Austria (Ö3 Austria Top 40)                | 6                 |
| Belgia (Ultratop Flandria)                 | 2                 |
| Belgia (Ultratop Walonia)                  | 10                |
| Czechy (Rádio Top 100)                     | 39                |
| Czechy (Singles Digitál Top 100)           | 7                 |
| Dania (Tracklisten)                        | 4                 |
| Finlandia (Suomen virallinen lista)        | 7                 |
| Francja (SNEP)                             | 7                 |
| Hiszpania (PROMUSICAE)                     | 20                |
| Holandia (Single Top 100)                  | 1                 |
| Irlandia (IRMA)                            | 1                 |
| Izrael (Media Forest TV airplay)           | 1                 |
| Kanada (Canadian Hot 100)                  | 2                 |
| Luksemburg Digital Songs (Billboard)       | 9                 |
| Niemcy (Media Control Charts)              | 5                 |
| Norwegia (VG-lista)                        | 1                 |
| Nowa Zelandia (Recorded Music NZ)          | 3                 |
| Polska (AirPlay – Top)                     | 15                |
| Słowacja (Singles Digitál Top 100)         | 4                 |
| Stany Zjednoczone (Billboard Hot 100)      | 8                 |
| Stany Zjednoczone (Dance/Mix Show Airplay) | 1                 |
| Stany Zjednoczone (Adult Top 40)           | 16                |
| Stany Zjednoczone (Dance Club Songs)       | 34                |
| Stany Zjednoczone (Top 40 Mainstream)      | 7                 |
| Szkocja (The Official Charts Company)      | 1                 |
| Szwajcaria (Schweizer Hitparade)           | 4                 |
| Szwecja (Sverigetopplistan)                | 7                 |
| Węgry (Single Top 40)                      | 18                |
| Wielka Brytania (Official Charts Company)  | 1                 |
| Włochy (FIMI)                              | 12                |

| Kraj                              | Certyfikat         | Sprzedaż |
| --------------------------------- | ------------------ | -------- |
| Australia (ARIA)                  | złota płyta        | 35 000+  |
| Dania (IFPI Denmark)              | 2x platynowa płyta | 60 000+  |
| Kanada (Music Canada)             | złota płyta        | 40 000+  |
| Norwegia (IFPI Norway)            | 3x platynowa płyta | 30 000+  |
| Nowa Zelandia (Recorded Music NZ) | platynowa płyta    | 15 000+  |
| Polska (ZPAV)                     | diamentowa płyta   | 100 000+ |
| Stany Zjednoczone (RIAA)          | złota płyta        | 500 000+ |
| Szwecja (GLF)                     | 4x platynowa płyta | 160 000+ |
| Wielka Brytania (BPI)             | złota płyta        | 400 000+ |
| Włochy (FIMI)                     | złota płyta        | 15 000+  |